# Louis Trousselier
Louis Trousselier   (2n districte de París, 29 de juny de 1881 - 16è districte de París, 24 d'abril de 1939) va ser un ciclista francès que va competir a començaments del segle XX.
El 1900 va prendre part en els Jocs Olímpics d'Estiu de París, on va disputar dues proves del programa de ciclisme. En la prova de puntuació guanyà la medalla de bronze, mentre no finalitzà la cursa dels 25 quilòmetres.
El desembre de 1900 va disputar la primera cursa com a professional. El 1903 va córrer la Bordeus-París, que va acabar en segona posició rere Hippolyte Aucouturier. Tanmateix, uns dies després va ser desqualificat, perquè havia aprofitar el rebuf d'un cotxe durant la cursa. Quan es va organitzar el primer Tour de França encara estava sancionat. El 1905 acabà disputant el seu primer Tour de França, que guanyà còmodament. Altres grans victòries van ser la París-Roubaix de 1905, i la Bordeus-París de 1908. Al Tour de 1906 va quedar tercer, i durant la seva carrera va obtenir 13 victòries d'etapa a la ronda francesa.

## Palmarès
- 1901
  - 1r a la París-Caen (aficionats)
- 1902
  - 1r a la París-Rennes
  - 1r a la Tolosa-Luchon-Tolosa
  - 1r a la Guingamp-Lamballe-Guingamp
- 1905
  - 1r al Tour de França i vencedor de 5 etapes
  - 1r a la París-Roubaix
  - 1r a la París-Valenciennes
  - 1r a la Brussel·les-Roubaix
  - Vencedor de 5 etapes al Tour de França
- 1906
  - 1r a la París-Tourcoing
  - Vencedor de 4 etapes al Tour de França
- 1907
  - Vencedor de 2 etapes al Tour de França
- 1908
  - 1r a la Bordeus-París
- 1909
  - Vencedor d'una etapa al Tour de França
- 1910
  - 1r al Circuit de Brèscia
  - Vencedor d'una etapa al Tour de França

### Resultats al Tour de França
- 1905. 1r de la classificació general. Vencedor de cinc etapes
- 1906. 3r de la classificació general. Vencedor de quatre etapes
- 1907. Abandona (10a etapa). Vencedor de 2 etapes
- 1908. Abandona (2a etapa)
- 1909. 8è de la classificació general. Vencedor d'una etapa
- 1910. Abandona (14a etapa). Vencedor d'una etapa
- 1911. Abandona (3a etapa)
- 1913. 11è de la classificació general
- 1914. 38è de la classificació general